# Saussines
Saussines – miejscowość i gmina we Francji, w regionie Oksytania, w departamencie Hérault.
Według danych na rok 1990 gminę zamieszkiwało 515 osób, a gęstość zaludnienia wynosiła 82 osoby/km² (wśród 1545 gmin Langwedocji-Roussillon Saussines plasuje się na 510. miejscu pod względem liczby ludności, natomiast pod względem powierzchni na miejscu 947.).